# ニセイチャロマップ岳
ニセイチャロマップ岳（ニセイチャロマップだけ）は、北海道の上川郡上川町と紋別郡遠軽町の2町にまたがる標高1,760mの山である。

## 概要
石狩山地を構成する北大雪の中でも最奥部に位置する山で、北東方向に伸びる尾根には支湧別岳がある。国土地理院が発行する地形図には記載されていないが、一部の登山愛好家の間では知られた山である。
山名の由来は南西側を流れるニセイチャロマップ川に由来する。川の名前はアイヌ語の「nisey-char-oma-p（断崖・口・ある・もの）」が語源であり、ここでいう「断崖」は層雲峡のことを指し、ニセイチャロマップ川は層雲峡の上流側の起点である大函で石狩川に合流することからついたとされる。

## 登山
登山道は無いが、主に北西側の支湧別川支流の石ノ沢川から登られることが多い。始めはペンケ支湧別林道があるものの、林道を逸れると岩の多い沢登りや藪漕ぎなどを強いられるため相応の体力を要する。